# Наш кузен
Наш кузен (англ. Our Country Cousin) — американська короткометражна кінокомедія Мака Сеннета 1914 року з Роско Арбаклом в головній ролі.

## У ролях
Роско ’Товстун’ Арбакл